# ریتا بنت
ریتا مورگان (به انگلیسی: Rita Morgan) (در ابتدا برندون (به انگلیسی: Brandon) و پیش‌تر بِنِت (به انگلیسی: Bennett)) یک شخصیت خیالی خلق شده توسط جف لیندسی در سری کتاب‌های دکستر و مجموعه تلویزیونی با همین نام می‌باشد. در مجموعه تلویزیونی، جولی بنز نقش ریتا را ایفا می‌کند. در ابتدای سریال، ریتا به عنوان دوست دختر دکستر مورگان معرفی می‌شود که دکستر بیش‌تر برای عادی نشان دادن رفتار اجتماعی خود با او در ارتباط است؛ اما با گذشت زمان رابطه بین ریتا و دکستر عمیق‌تر می‌گردد و منجر به ازواج آن‌ها می‌شود.